# Encourados
Encourados é uma povoação portuguesa do Município de Barcelos que foi sede da extinta Freguesia de Encourados, freguesia que tinha 4,40 km² de área²), e 514 habitantes (2011) e, por isso, uma densidade populacional de 116,8 hab./km².
A Freguesia de Encourados foi extinta em 2013, no âmbito de uma reforma administrativa nacional, tendo sido agregada à freguesia de Areias de Vilar, para formar uma nova freguesia denominada União das Freguesias de Areias de Vilar e Encourados com sede em Areias de Vilar.

## População
| População da freguesia de Encourados (1864 – 2011) | População da freguesia de Encourados (1864 – 2011) | População da freguesia de Encourados (1864 – 2011) | População da freguesia de Encourados (1864 – 2011) | População da freguesia de Encourados (1864 – 2011) | População da freguesia de Encourados (1864 – 2011) | População da freguesia de Encourados (1864 – 2011) | População da freguesia de Encourados (1864 – 2011) | População da freguesia de Encourados (1864 – 2011) | População da freguesia de Encourados (1864 – 2011) | População da freguesia de Encourados (1864 – 2011) | População da freguesia de Encourados (1864 – 2011) | População da freguesia de Encourados (1864 – 2011) | População da freguesia de Encourados (1864 – 2011) | População da freguesia de Encourados (1864 – 2011) |
| -------------------------------------------------- | -------------------------------------------------- | -------------------------------------------------- | -------------------------------------------------- | -------------------------------------------------- | -------------------------------------------------- | -------------------------------------------------- | -------------------------------------------------- | -------------------------------------------------- | -------------------------------------------------- | -------------------------------------------------- | -------------------------------------------------- | -------------------------------------------------- | -------------------------------------------------- | -------------------------------------------------- |
| 1864                                               | 1878                                               | 1890                                               | 1900                                               | 1911                                               | 1920                                               | 1930                                               | 1940                                               | 1950                                               | 1960                                               | 1970                                               | 1981                                               | 1991                                               | 2001                                               | 2011                                               |
| 369                                                | 365                                                | 369                                                | 372                                                | 379                                                | 361                                                | 432                                                | 475                                                | 445                                                | 472                                                | 392                                                | 522                                                | 600                                                | 559                                                | 514                                                |

## História
Encourados, orago S. Tiago, era uma vigararia da apresentação do Reitor do convento de S. João Evangelista de Vilar de Frades. Esta Igreja veio ao padroado do convento em virtude da troca, feita em 1441 com o Arcebispo de Braga D. Fernando da Guerra, pela Igreja de Calvelo (Calvelo pertencia ao convento de Vilar de Frades pela renúncia do seu último abade Gonçalo Dias de Barros).
Encourados significa homens revestidos de couro, ou que vão à guerra protegidos pela coura, gibão com abas.
Esta localidade vem nas Inquirições de D. Afonso II de 1220 com a designação – “De Santo Jacobo de Encoirados de Cauto de Martim”, nas Terras de Penafiel. Nelas se diz que o rei não tem aqui reguengo algum e não recebe qualquer foro; que esta Igreja tem sesmarias, Tibães 5 casais e Vilar de Frades 19 casais. Encourados era, como vimos, do couto de Martim, passando depois para o de Vilar de Frades.
Era aqui o solar da nobre e antiga família dos Encourados, hoje extinta ou antes diluído o seu sangue em outras não menos distintas. A casa solar desta família devia ter sido na Torre Velha. Este nome parece indicá-lo, além de que alguns vestígios de construções, que naquele lugar se viam há mais de meio século, levam-nos a acreditar na existência ali de alguns paços ou casas nobres.
Nesta povoação existem várias casas importantes entre as quais se podem destacar: a Casa de Encourados, perto da igreja Paroquial, a Casa da Portagem, a do Adro, a da Torre Velha e a de Barreiros. Esta última é considerada pelo povo como a casa do Sargento-Mor do romance, não obstante o autor daquele livro a ter situado em Areias de Vilar.
Desta casa actualmente apenas existe de interessante um portão em estilo clássico, tendo ao lado um escudo ou emblema que contém em chefe uma cruz aberta de campo e em contra-chefe cinco ciprestes, mal arrumados, sem qualquer outra peça, ornato ou distintivo.
Em volta da casa de Barreiros ainda vive gente com os nomes e alcunhas dos valentes soldados das Ordenanças dos coutos de Vilar e Manhente que figuram no romance. Esta admirável obra, levada já ao palco, esteve há alguns anos para ser filmada.

## Curiosidade
Reza a lenda que, quando os franceses passaram por este povoado, em Março de 1809, acamparam no sítio das Barrocas. Deu-se nessa ocasião um facto que corre na tradição oral do povo.Um soldado, precisando de mantimentos, foi pedir ou exigir milho a um lavrador do lugar de Vilarinho. Este acedeu imediatamente ao pedido, mas quando o francês ia encher confiadamente o saco debruçado na tulha, o proprietário fazendo desta guilhotina, deixou cair a tampa sobre o pescoço do infeliz, matando-o.
Receoso porém da eventual reivindicação dos companheiros da vítima e para encobrir a sua façanha, lançou em seguida o cadáver dentro de um poço ali perto. Passadas as horas temerosas da invasão foi retirado o corpo da água e enterrado convenientemente. Ainda existe, naquele lugar, uma modesta cruz de pedra, que a piedade cristã levantou para comemorar este facto.

## Resultados eleitorais para a Junta de Freguesia
| Partidos | %    | M    | %    | M    | %    | M    | %    | M    | %    | M    | %    | M    | %    | M    | %    | M    | %    | M    |
| Partidos | 1979 | 1979 | 1982 | 1982 | 1985 | 1985 | 1989 | 1989 | 1993 | 1993 | 1997 | 1997 | 2001 | 2001 | 2005 | 2005 | 2009 | 2009 |
| -------- | ---- | ---- | ---- | ---- | ---- | ---- | ---- | ---- | ---- | ---- | ---- | ---- | ---- | ---- | ---- | ---- | ---- | ---- |
| PPD/PSD  | 58,5 | 6    | 42,1 | 4    | 26,6 | 2    | 29,5 | 2    | 34,8 | 2    | 42,0 | 3    | 50,6 | 4    | 63,4 | 5    | 57,5 | 4    |
| CDS-PP   | 37,2 | 3    | 55,3 | 5    | 65,0 | 5    | 68,1 | 5    | 62,1 | 5    | 44,7 | 4    | 40,9 | 3    | 19,8 | 1    |      |      |
| PS       |      |      |      |      |      |      |      |      |      |      | 9,8  |      | 6,7  |      | 13,3 | 1    | 40,6 | 3    |